# 邙山之战 (618年)
邙山之战又稱偃師之戰，是618年（魏永平二年、隋皇泰元年、唐高祖武德元年），瓦岗军首领李密与抢先在洛阳发动宫廷政变成功的王世充在邙山（今河南省洛阳市北）一带的作战，战后瓦岗军大败瓦解，李密投奔唐朝。
李密向隋皇泰主杨侗称臣，与宇文化及作战时，每获胜都派遣使者向杨侗告捷，抓住杀害隋炀帝的于弘达也及时献上，以求恩宠。杨侗召李密入朝议事，部队抵达温县（今河南省温县东北），王世充杀元文都等，在东都洛阳发动了攻变。李密入东都的计划被打破，只仍驻扎在金墉城（今河南省洛阳市东）。618年九月，瓦岗军久战疲劳军心不稳，攻打宇文化及时伤亡很重，未得到休整。王世充抓住时机，于是挑选精鋭兵马两万余人，马两千余匹，屯兵通济渠（今河南省孟州市境内）南，在渠上架起三座桥，以便与瓦岗军决战。李密留王伯当守大本营金墉城，亲领精兵出偃师（今河南省偃师市东），在邙山南阵迎战王世充。在商议作战时，裴仁基提出建议，乘洛阳空虚，率精兵逼近东都，使王世充奔命疲劳，将其击破。魏征提出以逸待劳之策，李密都不采纳，却采纳多数将帅的主张，速战速决。王世充军到达后，立即派出数百骑兵在偃师城北攻打瓦岗军将单雄信。瓦岗军骁将裴行俨、孙长乐、程咬金等十余人都遭到重创。当时，李密初胜宇文化及，轻视王世充，不设壁垒。王世充夜间派二百骑兵潜入北邙山，埋伏在溪谷之中。第二天凌晨，动员部队冲锋，未等瓦岗军成列，抢先发起猛攻。李密战败，其部将裴仁基、祖君彦等数十人被俘，李密带领残兵万余人逃到洛口仓（今河南省巩义市北）。王世充围攻偃师，守将郑颋的下属士兵暗中叛变，把城池献给王世充。李密正准备退守洛口仓城，其长史邴元真却已暗中派人给王世充送信，勾结王世充的部队前来偷袭。李密察觉此事以后，表面若无其事，准备在王世充部队半渡洛水时，突然袭击。由于内奸的作用，等到王世充军已渡过洛水时，李密的报警人员却还不发号，贻误战机，让王充偷袭成功。李密力不胜敌，带领行人马逃向虎牢关（今河南省荥阳市西北），邴元真把洛口仓城献给了王世充。北邙之战，王世充共俘降瓦岗军十余万人，瓦岗军将佐数十人被俘，陈智略、张童仁、单雄信等投降。李密率残余部队逃到河阳（今河南省孟州市南）后，还企图南阻黄河，北守太行山，东连黎阳，以图进取。但是，这时将领沮丧到极点，认为大势已去，难以恢复。在进退维谷下，李密率残部二万人进入关中，投降了唐朝。其他将帅和州县首领多归附于王世充。北邙山的大败，使瓦岗军瓦解。